# 徳珍
徳珍（德珍、とくちん、Der Jen、1974年4月14日 - 2012年4月11日）は、台湾の女性イラストレーター。本名、江慶儀。徳珍はペンネームで、光緒帝(徳宗)とその妃・珍妃に由来する。

## 概要
台北市生まれ。国立台湾師範大学美術研究所の修士課程を卒業。多くの恋愛小説の表紙を制作した。代表作は『霓裳』『東方絢華大系』。繊細で華麗な絵柄により、「東方の画姫」と呼ばれた。
2012年4月11日、仕事中に心筋梗塞のため倒れ、同日中に死去。満37歳没。

## 主な作品
| 出版日    | タイトル                 | 出版社       |
| --------- | ------------------------ | ------------ |
| 1998年    | 花影月曆                 | 台湾東販     |
| 1999年1月 | 筆記故事書 問花          | 漢藝色研出版 |
| 2000年3月 | 花雕繪卷                 | 萬盛出版     |
| 2001年8月 | 艷歌行                   | 萬盛出版     |
| 2002年2月 | 敦煌藏奇－供養人         | 萬盛出版     |
| 2002年8月 | 德珍繪館－千年唐姬       | 萬盛出版     |
| 2003年2月 | 璀璨—西洋儷繳畫卡        | 萬盛出版     |
| 2004年1月 | 德珍搜神錄之英雄美人     | 萬盛出版     |
| 2004年7月 | 德珍中國塔羅牌           | 尖端出版     |
| 2005年2月 | 東方絢華大系一－清風拂面 | 尖端出版     |
| 2005年8月 | 十年珍藏－羅曼史         | 尖端出版     |
| 2005年8月 | 十年珍藏－紅顏如玉       | 尖端出版     |
| 2006年4月 | 霓裳                     | 尖端出版     |
| 2006年7月 | 東方絢華大系二－銀白似雪 | 尖端出版     |
| 2006年8月 | 德珍CG彩繪教室           | 尖端出版     |
| 2007年1月 | 東方絢華大系三－漢妝瀲灧 | 尖端出版     |
| 2007年8月 | 德珍繪館－御香縹緲       | 尖端出版     |
| 2008年4月 | 德珍CG彩繪教室2          | 尖端出版     |
| 2008年8月 | 德珍繪館2－紅樓金釵      | 尖端出版     |
| 2009年    | 東方絢華大系四－東風襲人 | 尖端出版     |
| 2010年    | 德珍繪館3－衣香鬢影      | 尖端出版     |
| 2011年    | 東方絢華大系五－大漠矜貴 | 尖端出版     |